# Universal Windows Platform
La piattaforma universale di Windows (Universal Windows Platform, UWP) è un'architettura/piattaforma applicativa omogenea creata da Microsoft e introdotta per la prima volta in Windows 10. 
Questa piattaforma software aiuta a sviluppare applicazioni universali che girano su Windows 10, Windows 10 Mobile, Xbox One e Hololens senza la necessità di essere riscritta per ciascun sistema. Supporta lo sviluppo di applicazioni Windows che utilizzano C++, C#, VB.NET e XAML. L'API è implementata in C++ e supportata in C++, VB.NET, C#, F# e JavaScript.
Progettata come un'estensione della piattaforma di Windows Runtime introdotta per la prima volta in Windows Server 2012 e Windows 8, UWP consente agli sviluppatori di creare applicazioni che possano funzionare su più tipi di dispositivi.

## Compatibilità
UWP fa parte di Windows 10 e Windows 10 Mobile. Le applicazioni UWP non vengono eseguite nelle versioni precedenti di Windows.
Le applicazioni che sono in grado di implementare questa piattaforma sono nativamente sviluppate utilizzando Microsoft Visual Studio. Le applicazioni più vecchie per Windows 8.1, Windows Phone 8.1 o entrambi (Universal 8.1) necessitano di modifiche per la migrazione a UWP.
Durante il keynote del Build 2015, Microsoft ha annunciato una raccolta di bridge UWP per consentire il trasferimento di applicazioni Android e iOS a Windows 10 Mobile. Windows Bridge per Android (nome in codice "Astoria") era un ambiente di runtime che consentirebbe alle applicazioni Android scritte in Java o C++ di essere eseguite su Windows 10 Mobile e pubblicate su Windows Store.
Kevin Gallo, responsabile tecnico della piattaforma Windows Developer, ha spiegato che [UWP] conterrebbe alcune limitazioni: Google Mobile Services e alcune API principali non sono disponibili e le applicazioni che hanno una "profonda integrazione con le attività in background", come il software di messaggistica, non funzionerebbero bene in questo ambiente.
Windows Bridge per iOS (nome in codice "Islandwood") è un toolkit middleware open-source che consente alle applicazioni iOS sviluppate in Objective C di essere trasferite a Windows 10 Mobile utilizzando Visual Studio 2015 per convertire il progetto Xcode, in un progetto di Visual Studio. Una creazione anticipata di Windows Bridge per iOS è stata pubblicata come software open source sotto licenza MIT il 6 agosto 2015, mentre la versione Android era in beta con licenza proprietaria.
Nel febbraio 2016, Microsoft ha annunciato, citando i licenziamenti dovuti a iOS, di aver cessato lo sviluppo su Windows Bridge per Android, indicando che quest'ultimo è già una piattaforma primaria per lo sviluppo multipiattaforma e che Windows Bridge per iOS ha un proprio codice nativo senza bisogno di un emulatore. Invece, Microsoft ha incoraggiato l'uso di C# per lo sviluppo di applicazioni multipiattaforma utilizzando strumenti di Xamarin, che avevano acquisito prima dell'annuncio.
Da febbraio 2019 i giochi esclusivi Microsoft verranno prodotti da un unico team di 13 case sviluppatrici che prende il nome di Xbox Game Studios, abbandonando il vecchio nome Microsoft Game Studios.

## Giochi UWP
Non tutti i giochi sono compatibili con tutte le versioni di Windows 10.
| Nome                                   | Produttore                        | Sviluppatore                      | Rilasciato | Versione W10 Richiesta |
| -------------------------------------- | --------------------------------- | --------------------------------- | ---------- | ---------------------- |
| Gears of War UE                        | Xbox Game Studios                 | The Coalition                     | 2016-03-01 | 1511                   |
| Gears of War 4                         | Xbox Game Studios                 | The Coalition                     | 2016-10-11 | 1607                   |
| Age of Empires: Definitive Edition     | Xbox Game Studios                 | Forgotten Empires                 | 2018-02-20 | 1709                   |
| Zoo Tycoon: Ultimate Animal Collection | Xbox Game Studios                 | Asobo Studio                      | 2017-10-30 | 1607                   |
| Super Lucky's Tale                     | Xbox Game Studios                 | Playful Corp.                     | 2017-11-06 | 1607                   |
| State of Decay 2                       | Xbox Game Studios                 | Undead Labs                       | 2018-05-22 | 1803                   |
| Forza Horizon 3                        | Xbox Game Studios                 | Playground Games, Turn 10 Studios | 2016-09-27 | 1607                   |
| Forza Motorsport 7                     | Xbox Game Studios                 | Turn 10 Studios                   | 2017-10-03 | 1803                   |
| Recore                                 | Xbox Game Studios                 | Armature Studio, Level-5 Comcept  | 2016-09-13 | 1607                   |
| Disneyland Adventures                  | Xbox Game Studios                 | Asobo Studio                      | 2017-10-31 | 1607                   |
| Rush: A Disney Pixar Adventure         | Xbox Game Studios                 | Asobo Studio                      | 2017-10-30 | 1607                   |
| Halo Wars 2                            | Xbox Game Studios, 343 Industries | 343 Industries, Creative Assembly | 2017-02-17 | 1607                   |
| Sea of Thieves                         | Xbox Game Studios                 | Rare                              | 2018-03-20 | 1607                   |
| Forza Horizon 4                        | Xbox Game Studios                 | Turn 10 Studios                   | 2018-10-02 | 1703                   |
| Crackdown 3                            | Xbox Game Studios                 | Sumo Digital                      | 2019-02-15 | 1803                   |
| Gears 5                                | Xbox Game Studios                 | The Coalition                     | 2019-09-10 | 1903                   |
| Halo: The Master Chief Collection      | Xbox Game Studios                 | 343 Industries                    | 2019-12-03 | 1903                   |